# Renera
Renera és un municipi de la província de Guadalajara, a la comunitat autònoma de Castella-La Manxa. Limita amb Fuentelviejo, Moratilla de los Meleros, Hueva, Hontoba, Loranca de Tajuña, Aranzueque i Armuña de Tajuña.

## Demografia
| 1991 | 1996 | 2001 | 2004 |
| ---- | ---- | ---- | ---- |
| 70   | 70   | 59   | 61   |